# Anemone afghanica
Anemone afghanica là một loài thực vật có hoa trong họ Mao lương. Loài này được Podlech mô tả khoa học đầu tiên năm 1981.